# Mats Bergman
Mats Bergman [ˈbærjman] (* 5. Mai 1948 in Göteborg) ist ein schwedischer Schauspieler.

## Leben
Er ist der Sohn von Ingmar Bergman und Ellen Bergman (geborene Lundström), der Zwillingsbruder von Anna, der Bruder von Eva (* 1945) und Jan Bergman (* 1946), sowie der Halbbruder von Lena Bergman (* 1943), Maria von Rosen (* 1959), Daniel Bergman (* 1962) und der Autorin Linn Ullmann (* 1966).

## Werk
Mats Bergman schloss 1971 seine Ausbildung an der Stockholmer Schauspielschule ab. Er ist in Schweden ein vielbeschäftigter populärer Film- und Fernsehschauspieler; außerdem gehört er zum Ensemble des Königlichen Dramatischen Theater (Dramaten) in Stockholm, wo auch sein Vater bis zu seinem Tod 2007 Regie führte.
Dem deutschen Fernsehpublikum ist Mats Bergman als Kriminaltechniker Nyberg in der eigens für das Fernsehen geschriebenen 32-teiligen Degeto-Krimiserie Mankells Wallander bekannt, die die ARD 2006 ausstrahlte. Diese ist nicht zu verwechseln mit den abendfüllenden Wallander-Filmen mit Rolf Lassgård in der Titelrolle, die das ZDF seit Jahren in Koproduktion mit dem Schwedischen Fernsehen (SVT) nach den Romanvorlagen von Henning Mankell herstellt.